# 203

## Nașteri
- 20 martie: Eliogabal  (d. 222)